# Zapadnobomberajski jezici
Zapadnobomberajski jezici (west bomberai; ime dolazi po poluotoku Bomberai), skupina zapadnih transnovogvinejskih jezika koji se govore na indonezijskom dijelu otoka Nova Gvineja (Irian Jaya). Obuhvaća svega tri jezika podijeljenih na dvije podskupine, to su: a) karas, s jezikom karas [kgv], 240 (1983 SIL) i b) zapadnobomberajska vlastita s jezicima baham ili patimuni [bdw], 1.100 (1987 SIL); i iha ili kapaur [ihp], 5.500 (1987 SIL).

## Vanjske poveznice
- Ethnologue (14th)
- Ethnologue (15th)